# Lithographa varangrica
Lithographa varangrica är en lavart som först beskrevs av Theodor 'Thore' Magnus Fries, och fick sitt nu gällande namn av Alexander Zahlbruckner. Lithographa varangrica ingår i släktet Lithographa, och familjen Agyriaceae. Arten är reproducerande i Sverige.